# 南スーダンの国章
南スーダンの国章（みなみスーダンのこくしょう）は独立に伴い、2011年に制定された。
紋章の中央にはサンショクウミワシが配されている。下のリボンには、公用語である英語で「REPUBLIC OF SOUTH SUDAN」（南スーダン共和国）、「Justice, Liberty, Prosperity」（正義、自由、繁栄）という国の標語が書かれる。

非公式の国章
南スーダン自治政府の紋章（2005-2011）
南スーダン自治政府の紋章（非公式、2005年-2011年）